# Elspeth Hanson
Elspeth Hanson (Londres, Inglaterra el 12 de mayo de 1986). Es violista del cuarteto femenino de cuerdas Británico/Australiano llamado bond.

## Biografía
Hanson estudió en la escuela de St Helen y St Katharine en Abingdon-on-Thames, Oxfordshire. Comenzó a aprender el violín a los 12 años y a los 16 ganó un lugar como primer violín con la Orquesta Juvenil Nacional de Gran Bretaña con la que viajó por el Reino Unido y tocó en vivo en los conciertos de la BBC Proms.
Previamente ha grabado solos con la Orquesta Sinfónica de Londres, Real Filarmónica de Liverpool y la Filarmónica de la Ciudad de Praga. Hanson está estudiando para una maestría en la Academia Real de Música con Richard Deakin.
Ella tocó y cantó en Southbank para la ayuda de Oxfam. Ofreció también un solo de Las Cuatro Estaciones de Vivaldi en el Salón Sinfónico de Birmingham en julio de 2005 en el Festival Nacional de Música para la Juventud y ha realizado un solo de violín en vivo por radio del Festival Celtic Connections en Glasgow y en el Domo del Milenio. Ella es embajadora para Wooden Spoon, una voluntaria para la Fundación Sudafricana 'GGA' (God's Golden Acre) con sede en KwaZulu-Natal. Elspeth tocó un solo en la Transmisión de Navidad de la BBC: La Natividad de Liverpool y trabaja con Philip Sheppard.

## 2008 al presente
Hanson reemplazó a la miembro original de la banda Haylie Ecker en 2008, cuando ella dejó el grupo para tener a su hijo. Previamente apareció en la Ceremonia de Clausura de los Juegos Olímpicos de Pekín 2008, junto a Jimmy Page, Leona Lewis y David Beckham durante la presentación de los Juegos Olímpicos de Londres 2012. En ese tiempo también estuvo tocando en la Ceremonia de Clausura de los Juegos Paralímpicos de Pekín 2008.
En 2009 Peugeot les encargó a las bond grabar las Cuatro Estaciones de Vivaldi para una publicidad del 308CC. Las pistas estuvieron disponibles para su descarga en el sitio web de Peugeot de forma gratuita. Esas fueron las primeras apariciones de Hanson con la banda.

## Otros datos
- Hanson es modelo para The Body Shop.
- Es representada por Terri Robson.
- Su boda fue una semana antes de la gira 2012 de Bond por tierras Colombianas, el esposo las acompañó y luego viajaron solos a Chile, Uruguay y Argentina.